# サンキュー。
「サンキュー。」は、日本の歌手・大原櫻子の1作目のシングル。

## 概要
- 大原櫻子（from MUSH&Co.）名義で発売された「頑張ったっていいんじゃない」から5ヶ月ぶり、初の単独名義によるソロデビューシングル[1]。
- 今作よりVictor Entertainmentからの正式な発売となった。
- ジャケットが異なる初回限定盤と通常盤、3939枚生産限定盤の3形態で発売された。初回限定盤には表題曲のミュージック・ビデオが収録されたDVDが付属、3939枚生産限定盤は表題曲のみを収録した形態となっている[1][2]。

## 収録曲
1. サンキュー。 [4:11]
作詞・作曲・編曲：亀田誠治
MUSH&Co.のメンバーとしてシングル「明日も」でメジャーデビューしてから1年間を通して芽生えた様々な人に対しての感謝の気持ちが込められたミディアム・ポップ。前2作とはポップな楽曲で共通しているが、今作では少し落ち着いたテンポ感となっている。亀田はこの楽曲を虹色のイメージで制作したという[3]。
また、歌詞の一部にはTwitterなどの名も無き書き込みに対するメッセージ性も込められている[3]。
2. オレンジのハッピーハロウィン [3:27]
作詞・作曲・編曲：亀田誠治
タイトル通りハロウィンをテーマにした楽曲で、イントロは電子音で始まる。亀田はこの楽曲をオレンジ色のイメージで制作したという。歌詞はハロウィンを口実に告白する内容になっている[3]。
3. 頑張ったっていいんじゃない  (Acoustic Live ver.) with 制服女子歌い隊 [4:25]
作詞・作曲・編曲：亀田誠治
『大原櫻子 (from MUSH&Co.)プレミアムお披露目フリーライブツアー』の東京・ららぽーと豊洲公演からのライブ音源。タイトルにある制服女子歌い隊とはこの公演に集まった200名の女子高生たちによる合唱を意味している[3]。
4. サンキュー。 (Instrumental) [4:10]
作曲・編曲：亀田誠治
表題曲のインストゥルメンタル。
5. オレンジのハッピーハロウィン  (Instrumental) [3:23]
作曲・編曲：亀田誠治
カップリング曲のインストゥルメンタル。

## 参加ミュージシャン
- 大原櫻子：Vocal (#1,2,3)
- 河村"カースケ"智康：Drum (#1,4)
- 亀田誠治：Bass (#1,4)
- 西川進：Guitar (#1,4)
- 金原千恵子ストリングス：Strings (#1,4)
- 豊田泰孝：Manipulator (#1,4)

## タイアップ
- フジテレビ系列音楽情報番組『ミューサタ』2014年12月度マンスリーエンディングテーマ (#1)
- BS日テレ「ボウリング革命 P★League」（第79戦 - 第84戦）エンディングテーマ (#1)

## 収録アルバム
- HAPPY (#1)